# Gera (langue)
Pour les articles homonymes, voir Gera (homonymie).
Le gera , aussi appelé gerawa, gere, ou fyandigere, est une langue langue tchadique parlée au Nigeria.